# Park Grota
Park Grota – park zlokalizowany w Bytomiu, w dzielnicy Sucha Góra, pomiędzy ulicami 9 Maja, Galmanową i Księdza Prymasa Stefana Wyszyńskiego.

## Historia i charakterystyka
W tym rejonie Suchej Góry już w XIII wieku wydobywano galenę, zawierającą m.in. siarczek ołowiu. Potem kopano tu też galman. W miejscu obecnego parku funkcjonowała kopalnia galmanu Nadzieja Marii. Park utworzono na terenach pokopalnianych w latach 70. XX wieku, po rewitalizacji tego obszaru z inicjatywy lokalnej społeczności. Posadzono m.in. drzewa – odmiany klonu, topoli oraz wierzby. W parku rosną również: grab zwyczajny, modrzew europejski, jesion, wiąz pospolity, buk zwyczajny i olsza czarna (w miejscach wilgotniejszych).
Nazwa parku pochodzi od zagłębienia terenowego, wyłożonego kamieniami, z figurą Matki Bożej. Obiekt ufundował w 1938 proboszcz z Radzionkowa, ksiądz Józef Knosała. W 1985 grotę odnowiono, umieszczono nową figurę maryjną i zainstalowano kratę. 
Na terenie parku jest plac zabaw. Miejsce jest popularne wśród wędkarzy.

## Stawy
W parku istnieją dwa stawy: większy (Grota), zagospodarowany, otoczony ścieżką pieszo-rowerową z ławkami i mniejszy (Galman lub Galmon), bardziej dziki, z zarośniętymi brzegami. Akweny są zarybiane karpiem, karasiem i szczupakiem. Łowione są tu także amury.